# روبرت ترمب
روبرت ترمب (بالإنجليزية: Robert Trump) (26 أغسطس 1948 – 15 أغسطس 2020) هو الأخ الأصغر للرئيس الأمريكي دونالد ترمب. عمل مديرًا تنفيذيًا في شركات مجموعة ترمب العقارية خارج مانهاتن، وكان مستثمرًا في SHiRT LLC، وأحد مالكي CertiPathx ومقرها فرجينيا، وقد حصلت على عقد حكومي بقيمة 33 مليون دولار في عام 2019 في عهد ترمب.

## وفاته
توفي مساء السبت 15 أغسطس 2020 بعد يوم واحد من عيادة ترمب له في مستشفى بنيويورك حيث كان يعالج، وقد نعاه أخوه الرئيس في بيان رسمي: «بقلب حزين أعلن أن أخي الرائع روبرت، توفى الليلة، لم يكن أخي فقط، لقد كان أعز أصدقائي، سنفتقده كثيرا، لكننا سنلتقي مرة أخرى، ذكراه ستعيش في قلبي إلى الأبد. روبرت، أحبك. أرقد في سلام».